# Sultan Hashim Ahmad al-Tai
Sulṭān Hāshim Aḥmad Muḥammad al-Ṭāʾī (Mosul, 1945 – Nāṣiriya, 19 luglio 2020) è stato un generale e politico iracheno che servì come ministro della difesa dell'Iraq sotto il regime di Saddam Hussein, considerato come uno più competenti comandanti militari iracheni, venne nominato alla carica di ministro della difesa nel 1995, durante la sua trentennale carriera militare, ebbe il comando di due brigate, tre divisioni e due corpi dell'esercito regolare prima di assumere il titolo di ministro della difesa.

## Biografia
al-Tai servì nell'Esercito iracheno durante la Guerra Iran-Iraq e la Guerra del Golfo, nella quale fu uno dei firmatari dell'armistizio per il cessate il fuoco. Riuscì a sopravvivere a diverse purghe e divenne l'ufficiale più alto in grado dell'Esercito iracheno. Era considerato in parte come una figura di spicco all'interno dell'Esercito iracheno senza alcun controllo reale.
in seguito all'Invasione dell'Iraq del 2003, il The Guardian riportò la notizia secondo cui al-Tai era stato posto agli arresti domiciliari da Saddam Hussein per prevenire un eventuale colpo di stato. Tuttavia continuò ad apparire sulla televisione statale irachena, per conservare uno stato di normalità.
al-Tai era il numero 27 sulla lista degli ufficiali iracheni più ricercati dagli Stati Uniti. Il 19 settembre 2003, dopo quasi una settimana di negoziazioni, si consegnò da solo alla 101ª Divisione aviotrasportata a Mosul. Dawood Bagistani, che consegnò il prigioniero al generale statunitense David Petraeus, ebbe ad affermare che al-Tai venne trattato con rispetto ed era con la sua famiglia in quel momento. Bagistani affermò anche che le forze militari statunitensi promisero la rimozione di al-Tai dalla lista dei 55 ufficiali iracheni più ricercati, ciò significava non avrebbe dovuto affrontare una prosecuzione e confinamento indefinito. "ci fidiamo della promessa" affermò Bagistani.
uno speciale trattamento per Ahmad al-Tai poteva essere motivato con la volontà di inibire gli attacchi della guerriglia irachena nei confronti dei soldati statunitensi. Si pensava che alcuni guerriglieri fossero ex soldati dell'esercito di Saddam Hussein. Vedere uno dei loro ex comandanti venire trattato bene dagli occupanti avrebbe potuto spingerli ad abbandonare le armi.
il 24 giugno 2007, al-Tai venne condannato a morte tramite impiccagione per crimini di guerra e contro l'umanità. Ciò nonostante la sua sentenza non poté essere portata a termine, per via della disapprovvazione pubblica dell'allora presidente dell'Iraq Jalal Talabani. Nel maggio 2018, il presidente del parlamento iracheno Salim al-Jabouri, richiese un perdono per Ahmad al-Tai motivandolo con ragioni mediche. In seguito venne trasferito dalla prigione di Nāṣiriya a una prigione a Baghdad.
Ahmad al-Tai è morto per via di un attacco di cuore il 19 luglio 2020 nella prigione centrale di Nāṣiriya.